# Saison 2020-2021 du Stade brestois 29
 (mai 2022).
Si vous disposez d'ouvrages ou d'articles de référence ou si vous connaissez des sites web de qualité traitant du thème abordé ici, merci de compléter l'article en donnant les références utiles à sa vérifiabilité et en les liant à la section « Notes et références ».
Dernière mise à jour : 24 mai 2022.
Chronologie
Saison précédente Saison suivante
La saison 2020-2021 du Stade brestois 29, club de football français, voit l'équipe évoluer en Ligue 1 pour la 15e fois de son histoire.
Le Stade brestois a fini 14e du classement de la Ligue 1 Conforama 2019-2020 au moment de la suspension du championnat, prononcée le 30 avril 2020 par le conseil d'administration de la Ligue de Football Professionnel. 
Le club évolue donc sa 2ème saison consécutive en Ligue 1 depuis sa dernière montée à l'issue de la saison 2018-2019.

## Avant-saison

### Matchs de préparation
| Date       | Adversaire         | Lieu         | Résultat | Buteurs brestois                    |
| ---------- | ------------------ | ------------ | -------- | ----------------------------------- |
| 18/07/2020 | Stade plabennécois | Plabennec    | Annulé   |                                     |
| 25/07/2020 | Stade Briochin     | Saint-Brieuc | 1-0      | R.Perraud (30e)                     |
| 31/07/2020 | FC Lorient         | Lorient      | 2-2      | B.Chardonnet (23e) I.Cardona (35e)  |
| 08/08/2020 | Stade rennais      | Vannes       | 1-2      | R.Saïd (82e)                        |
| 12/08/2020 | EA Guingamp        | Brest        | 1-0      | K.Benvindo (14e)                    |
| 16/08/2020 | LOSC Lille         | Lille        | 2-1      | H.Belkebla (17e) C.Battocchio (84e) |

## Transferts

### Été 2020
Prolongations :
| Joueurs            | Nationalité | Poste             | Club              | Pays   | Division | Durée |
| ------------------ | ----------- | ----------------- | ----------------- | ------ | -------- | ----- |
| Paul Lasne         | France      | Milieu de terrain | Stade brestois 29 | France | Ligue 1  | 1 an  |
| Hianga'a Mbock     | France      | Milieu de terrain | Stade brestois 29 | France | Ligue 1  | 2 ans |
| Gautier Larsonneur | France      | Gardien de but    | Stade brestois 29 | France | Ligue 1  | 1 an  |
| Hugo Magnetti      | France      | Milieu de terrain | Stade brestois 29 | France | Ligue 1  | 3 ans |
| Ludovic Baal       | France      | Défenseur         | Stade brestois 29 | France | Ligue 1  | 1 an  |
| Haris Belkebla     | Algérie     | Milieu de terrain | Stade brestois 29 | France | Ligue 1  | 1 an  |
| Brendan Chardonnet | France      | Défenseur         | Stade brestois 29 | France | Ligue 1  | 2 ans |

Détails des transferts de la période estivale - Départs :
| Joueurs                  | Nationalité | Poste             | Club                  | Pays       | Division         | Durée                                    |
| ------------------------ | ----------- | ----------------- | --------------------- | ---------- | ---------------- | ---------------------------------------- |
| Samuel Grandsir          | France      | Milieu de terrain | AS Monaco             | France     | Ligue 1          | Retour de prêt                           |
| Alexandre Mendy          | France      | Attaquant         | Girondins de Bordeaux | France     | Ligue 1          | Retour de prêt puis transfert au SM Caen |
| Donovan Léon             | France      | Gardien de But    | AJ Auxerre            | France     | Ligue 2          | Libre - contrat de 3 ans                 |
| David Kiki               | Bénin       | Défenseur         | PFC Montana           | Bulgarie   | efbet Liga       | Libre                                    |
| Kévin Mayi               | Gabon       | Attaquant         | Ümraniyespor          | Turquie    | TFF First League | Libre - contrat de 1 an et demi          |
| Jean-Charles Castelletto | Cameroun    | Défenseur         | FC Nantes             | France     | Ligue 1          | Libre - contrat de 3 ans                 |
| Mathias Autret           | France      | Milieu            | AJ Auxerre            | France     | Ligue 2          | Libre - contrat de 3 ans                 |
| Gaëtan Belaud            | France      | Défenseur         | Paris FC              | France     | Ligue 2          | Libre - contrat de 2 ans                 |
| Yoann Court              | France      | Milieu offensif   | SM Caen               | France     | Ligue 2          | Libre - contrat de 3 ans                 |
| Guillaume Buon           | France      | Défenseur central | FC Bastia-Borgo       | France     | National         | Prêt de 1 an sans option d’achat         |
| Derick Osei Yaw          | France      | Attaquant         | Oxford United FC      | Angleterre | League One       | Résiliation                              |
| Ibrahima Diallo          | France      | Milieu central    | Southampton FC        | Angleterre | Premier League   | Transfert - contrat de 4 ans             |

Détails des transferts de la période estivale - Arrivées :
| Joueurs               | Nationalité | Poste             | Club              | Pays       | Division     | Durée                                   |
| --------------------- | ----------- | ----------------- | ----------------- | ---------- | ------------ | --------------------------------------- |
| Guillaume Buon        | France      | Défenseur central | US Avranches      | France     | National     | Retour de prêt                          |
| Derick Osei Yaw       | France      | Attaquant         | AS Béziers        | France     | National     | Retour de prêt                          |
| Idrissa Dioh          | France      | Milieu            | Stade brestois B  | France     | National 3   | 1er contrat pro - 1 an (+ option 2 ans) |
| Rafiki Saïd           | Comores     | Attaquant         | Stade brestois B  | France     | National 3   | 1er contrat pro - 1 an (+ option 2 ans) |
| Jérémy Le Douaron     | France      | Attaquant         | Stade briochin    | France     | National     | Libre - contrat de 1 an (+ option 1 an) |
| Romain Faivre         | France      | Milieu            | AS Monaco         | France     | Ligue 1      | Transfert - contrat de 4 ans            |
| Franck Honorat        | France      | Attaquant         | AS Saint-Etienne  | France     | Ligue 1      | Transfert - contrat de 5 ans            |
| Ronaël Pierre-Gabriel | France      | Défenseur         | FSV Mayence       | Allemagne  | Bundesliga   | Prêt avec option d'achat                |
| Heriberto Tavares     | Portugal    | Attaquant         | Benfica           | Portugal   | Liga NOS     | Transfert - contrat de 4 ans            |
| Christophe Hérelle    | France      | Défenseur         | OGC Nice          | France     | Ligue 1      | Transfert - contrat de 4 ans            |
| Steve Mounié          | Bénin       | Attaquant         | Huddersfield Town | Angleterre | Championship | Transfert - contrat de 4 ans            |
| Romain Philippoteaux  | France      | Milieu offensif   | Nîmes Olympique   | France     | Ligue 1      | Transfert - contrat de 2 ans            |
| Lilian Brassier       | France      | Défenseur         | Stade rennais FC  | France     | Ligue 1      | Prêt avec option d'achat                |

### Novembre 2020 - Arrivée
| Joueurs      | Nationalité | Poste          | Club          | Pays     | Division           | Durée                   |
| ------------ | ----------- | -------------- | ------------- | -------- | ------------------ | ----------------------- |
| Mouez Hassen | Tunisie     | Gardien de but | Cercle Bruges | Belgique | Jupiler Pro League | Libre - contrat de 1 an |

### Hiver 2021
Prolongations :
| Joueurs        | Nationalité | Poste             | Club              | Pays   | Division | Durée |
| -------------- | ----------- | ----------------- | ----------------- | ------ | -------- | ----- |
| Romain Faivre  | France      | Milieu de terrain | Stade brestois 29 | France | Ligue 1  | 1 an  |
| Romain Perraud | France      | Défenseur         | Stade brestois 29 | France | Ligue 1  | 2 ans |

Détails des transferts de la période hivernale - Départs :
| Joueurs             | Nationalité | Poste           | Club             | Pays     | Division      | Durée                              |
| ------------------- | ----------- | --------------- | ---------------- | -------- | ------------- | ---------------------------------- |
| Heriberto Tavares   | Portugal    | Attaquant       | FC Famalicão     | Portugal | Primeira Liga | Prêt de 6 mois avec option d’achat |
| Rafiki Saïd         | Comores     | Attaquant       | Stade briochin   | France   | National      | Prêt de 6 mois sans option d’achat |
| Cristian Battocchio | Italie      | Milieu offensif | Tokushima Vortis | Japon    | J. League     | Résiliation                        |

Détails des transferts de la période hivernale - Arrivées :
| Joueurs           | Nationalité | Poste  | Club                | Pays   | Division | Durée                              |
| ----------------- | ----------- | ------ | ------------------- | ------ | -------- | ---------------------------------- |
| Jean Lucas        | Brésil      | Milieu | Olympique lyonnais  | France | Ligue 1  | Prêt de 6 mois sans option d'achat |
| Bandiougou Fadiga | France      | Milieu | Paris Saint-Germain | France | Ligue 1  | Prêt de 6 mois avec option d'achat |

## Effectif professionnel actuel
Guillaume Buon et Rafiki Saïd sont sous contrat avec le Stade brestois jusqu'en 2021 quant à Heriberto Tavares c'est jusqu'en 2024.

## Compétitions

### Ligue 1 Uber Eats 2020-2021
| Journée       | Date       | Heure | Chaîne TV    | D/E | Adversaire             | Score | Buteur(s) SB29                                | Points | Classement | Affluence |
| ------------- | ---------- | ----- | ------------ | --- | ---------------------- | ----- | --------------------------------------------- | ------ | ---------- | --------- |
| Matchs Aller  |            |       |              |     |                        |       |                                               |        |            |           |
| 01            | 23/08/2020 | 15h00 | Téléfoot     | E   | Nîmes Olympique        | 4-0   |                                               | 0 pts  | 20e        | 2 026     |
| 02            | 30/08/2020 | 21h00 | Téléfoot     | D   | Olympique de Marseille | 2-3   | 45+1e Faivre 88e Charbonnier                  | 0 pts  | 20e        | 4 819     |
| 03            | 13/09/2020 | 15h00 | Téléfoot     | E   | Dijon FCO              | 0-2   | 43e Perraud 90+5e Cardona                     | 3 pts  | 15e        | 4 340     |
| 04            | 20/09/2020 | 15h00 | Téléfoot     | D   | FC Lorient             | 3-2   | 30e Perraud 32e Mounié 62e Honorat            | 6 pts  | 9e         | 4 553     |
| 05            | 27/09/2020 | 15h00 | Téléfoot     | E   | Angers SCO             | 3-2   | 3e (pen.) Mounié 32e Charbonnier              | 6 pts  | 13e        | 5 471     |
| 06            | 04/10/2020 | 15h00 | Téléfoot     | D   | AS Monaco              | 1-0   | 8e Faivre                                     | 9 pts  | 10e        | 4 252     |
| 07            | 18/10/2020 | 15h00 | Téléfoot     | E   | FC Nantes              | 3-1   | 68e Faivre                                    | 9 pts  | 13e        | 1 000     |
| 08            | 25/10/2020 | 15h00 | Téléfoot     | D   | RC Strasbourg          | 0-3   |                                               | 9 pts  | 14e        | 4 361     |
| 09            | 31/10/2020 | 17h00 | Téléfoot     | E   | Stade rennais          | 2-1   | 57e Honorat                                   | 9 pts  | 14e        | huis clos |
| 10            | 08/11/2020 | 13h00 | Téléfoot     | D   | LOSC Lille             | 3-2   | 15e Pierre-Gabriel 19e Perraud 42e Cardona    | 12 pts | 13e        | huis clos |
| 11            | 21/11/2020 | 17h00 | Téléfoot     | D   | AS Saint-Étienne       | 4-1   | 7e Honorat 23e Duverne 33e Cardona 38e Mounié | 15 pts | 13e        | huis clos |
| 12            | 29/11/2020 | 15h00 | Téléfoot     | E   | FC Metz                | 0-2   | 12e 64e Cardona                               | 18 pts | 10e        | huis clos |
| 13            | 06/12/2020 | 15h00 | Téléfoot     | E   | Girondins de Bordeaux  | 1-0   |                                               | 18 pts | 11e        | huis clos |
| 14            | 13/12/2020 | 15h00 | Téléfoot     | D   | Stade de Reims         | 2-1   | 30e Honorat 77e Mounié                        | 21 pts | 10e        | huis clos |
| 15            | 16/12/2020 | 21h00 | Téléfoot     | E   | Olympique Lyonnais     | 2-2   | 39e (csc) Lopes 90+3e (pen.) Faivre           | 22 pts | 10e        | huis clos |
| 16            | 20/12/2020 | 13h00 | Téléfoot     | D   | Montpellier HSC        | 2-2   | 58e Philippoteaux 79e Chardonnet              | 23 pts | 11e        | huis clos |
| 17            | 23/12/2020 | 19h00 | Téléfoot     | E   | RC Lens                | 2-1   | 90+4e (pen.) Charbonnier                      | 23 pts | 11e        | huis clos |
| 18            | 06/01/2021 | 19h00 | Téléfoot     | D   | OGC Nice               | 2-0   | 23e Mounié 28e Honorat                        | 26 pts | 10e        | huis clos |
| 19            | 09/01/2021 | 21h00 | Canal+       | E   | Paris Saint-Germain    | 3-0   |                                               | 26 pts | 11e        | huis clos |
| Matchs Retour |            |       |              |     |                        |       |                                               |        |            |           |
| 20            | 17/01/2021 | 13h00 | Téléfoot     | D   | Stade rennais          | 1-2   | 4e Honorat                                    | 26 pts | 12e        | huis clos |
| 21            | 24/01/2021 | 15h00 | Téléfoot     | E   | Stade de Reims         | 1-0   |                                               | 26 pts | 13e        | huis clos |
| 22            | 31/01/2021 | 15h00 | Téléfoot     | D   | FC Metz                | 2-4   | 33e Honorat 47e Cardona                       | 26 pts | 14e        | huis clos |
| 23            | 03/02/2021 | 19h00 | Téléfoot     | E   | RC Strasbourg          | 2-2   | 83e Charbonnier 90+4e Le Douaron              | 27 pts | 13e        | huis clos |
| 24            | 07/02/2021 | 13h00 | Téléfoot     | D   | Girondins de Bordeaux  | 2-1   | 80e Mounié 85e Faivre                         | 30 pts | 11e        | huis clos |
| 25            | 14/02/2021 | 17h00 | Canal+       | E   | LOSC Lille             | 0-0   |                                               | 31 pts | 12e        | huis clos |
| 26            | 19/02/2021 | 21h00 | Canal+ Sport | D   | Olympique Lyonnais     | 2-3   | 53e Chardonnet 74e Cardona                    | 31 pts | 12e        | huis clos |
| 27            | 28/02/2021 | 13h00 | Canal+ Sport | E   | AS Monaco              | 2-0   |                                               | 31 pts | 14e        | huis clos |
| 28            | 03/03/2021 | 19h00 | Canal+ Sport | D   | Dijon FCO              | 3-1   | 17e Honorat 27e Mounié 40e Cardona            | 34 pts | 13e        | huis clos |
| 29            | 13/03/2021 | 17h00 | Canal+       | E   | Olympique de Marseille | 3-1   | 77e Brassier                                  | 34 pts | 14e        | huis clos |
| 30            | 21/03/2021 | 15h00 | Canal+ Sport | D   | Angers SCO             | 0-0   |                                               | 35 pts | 14e        | huis clos |
| 31            | 04/04/2021 | 15h00 | Canal+ Sport | E   | FC Lorient             | 1-0   |                                               | 35 pts | 16e        | huis clos |
| 32            | 11/04/2021 | 15h00 | Canal+ Sport | D   | Nîmes Olympique        | 1-1   | 26e Chardonnet                                | 36 pts | 16e        | huis clos |
| 33            | 18/04/2021 | 15h00 | Canal+ Sport | D   | RC Lens                | 1-1   | 27e (csc) Cahuzac                             | 37 pts | 15e        | huis clos |
| 34            | 24/04/2021 | 13h00 | Canal+ Sport | E   | AS Saint-Étienne       | 1-2   | 66e 79e Charbonnier                           | 40 pts | 13e        | huis clos |
| 35            | 02/05/2021 | 15h00 | Canal+ Sport | D   | FC Nantes              | 1-4   | 83e Faivre                                    | 40 pts | 14e        | huis clos |
| 36            | 09/05/2021 | 15h00 | Canal+ Sport | E   | OGC Nice               | 3-2   | 4e 43e Mounié                                 | 40 pts | 14e        | huis clos |
| 37            | 16/05/2021 | 21h00 | Canal+ Sport | E   | Montpellier HSC        | 0-0   |                                               | 41 pts | 16e        | huis clos |
| 38            | 23/05/2021 | 21h00 | Canal+ Sport | D   | Paris Saint-Germain    | 0-2   |                                               | 41 pts | 17e        | huis clos |

#### Classement
Le classement final de la quinzième à la dix-neuvième place de la saison 2020-2021 de Ligue 1 est :
| Rang | Équipe               | Pts | J  | G  | N  | P  | Bp | Bc | Diff | Qualification ou relégation            |
| ---- | -------------------- | --- | -- | -- | -- | -- | -- | -- | ---- | -------------------------------------- |
| 15   | RC Strasbourg Alsace | 42  | 38 | 11 | 9  | 18 | 49 | 58 | −9   |                                        |
| 16   | FC Lorient P         | 42  | 38 | 11 | 9  | 18 | 50 | 68 | −18  |                                        |
| 17   | Stade brestois 29    | 41  | 38 | 11 | 8  | 19 | 50 | 66 | −16  |                                        |
| 18   | FC Nantes            | 40  | 38 | 9  | 13 | 16 | 47 | 55 | −8   | Participation au barrage de relégation |
| 19   | Nîmes Olympique      | 35  | 38 | 9  | 8  | 21 | 40 | 71 | −31  | Relégation en Ligue 2                  |

### Coupe de France 2020-2021
En tant que club de Ligue 1 Uber Eats, le Stade brestois entrera en lice en 32èmes de finale le 10 février 2021 et affrontera le Rodez AF. 
| 32e de finale                  | Stade brestois 29           | 2 - 1   | Rodez AF       | Stade Francis-Le Blé, Brest                                                |                                                                            |
| Mercredi 10 février 2021 17:00 | Mounié 34e · Le Douaron 36e | (2 - 1) | M. Dembélé 16e | Spectateurs : huis clos Diffuseur : Eurosport 2 Arbitrage : Aurélien Petit | Spectateurs : huis clos Diffuseur : Eurosport 2 Arbitrage : Aurélien Petit |

| 16e de finale            | Stade brestois 29 | 0 - 3   | Paris SG                    | Stade Francis-Le Blé, Brest                                             |                                                                         |
| Samedi 6 mars 2021 21:00 |                   | (0 - 2) | Mbappé 9e 73e · Sarabia 44e | Spectateurs : huis clos Diffuseur : France 2 Arbitrage : Jérôme Brisard | Spectateurs : huis clos Diffuseur : France 2 Arbitrage : Jérôme Brisard |

### Meilleurs Buteurs et passeurs
| Position | Nom                   | Buts en L1 | Buts en coupe | Passes décisives L1 | Passes décisives coupe | Total Buts | Total Passes dé. |
| -------- | --------------------- | ---------- | ------------- | ------------------- | ---------------------- | ---------- | ---------------- |
| 1        | Steve Mounié          | 9          | 1             | 4                   | 0                      | 10         | 4                |
| 2        | Franck Honorat        | 8          | 0             | 5                   | 0                      | 8          | 5                |
| 3        | Irvin Cardona         | 8          | 0             | 1                   | 0                      | 8          | 1                |
| 4        | Romain Faivre         | 6          | 0             | 5                   | 0                      | 6          | 5                |
| 5        | Gaëtan Charbonnier    | 6          | 0             | 1                   | 0                      | 6          | 1                |
| 6        | Romain Perraud        | 3          | 0             | 7                   | 0                      | 3          | 7                |
| 7        | Brendan Chardonnet    | 3          | 0             | 1                   | 0                      | 3          | 1                |
| 8        | Jérémy Le Douaron     | 1          | 1             | 2                   | 0                      | 2          | 2                |
| 9        | Lilian Brassier       | 1          | 0             | 1                   | 0                      | 1          | 1                |
| -        | Ronaël Pierre-Gabriel | 1          | 0             | 0                   | 1                      | 1          | 1                |
| 11       | Jean-Kévin Duverne    | 1          | 0             | 0                   | 0                      | 1          | 0                |
| -        | Romain Philippoteaux  | 1          | 0             | 0                   | 0                      | 1          | 0                |
| 13       | Julien Faussurier     | 0          | 0             | 3                   | 0                      | 0          | 3                |
| 14       | Jean Lucas            | 0          | 0             | 2                   | 0                      | 0          | 2                |